# Aline Raynal-Roques
Aline Raynal-Roques ou Aline Marie Raynal, née à Paris le 4 février 1937 et morte à Périgueux le 16 juillet 2022, est une botaniste française, chercheuse et professeure au Muséum national d'histoire naturelle à Paris, spécialiste de la flore tropicale. Auteure aussi d'ouvrages grand public, elle a dirigé la collection « Botanique » des éditions Belin.

## Biographie

### Enfance
Née à Paris le 4 février 1937, Aline vit dès l'âge de trois ans cachée avec sa mère dans la Brie durant l'Occupation, son père résistant étant recherché par la Gestapo. Elle apprend à lire dans une flore de Bonnier, unique livre emporté par sa mère, et passe des heures, seule, à observer les plantes et les animaux au bord de la mare derrière la maison,.
Après la guerre, de retour à Paris, elle entre à douze ans au lycée Victor-Duruy, où elle se sent malheureuse « au milieu d'une bande d'hurluberlus » avec lesquels elle n'a guère de points communs. Ses seules amies, dont elle connaît tous les noms, sont les touffes d'herbe qui poussent entre les pavés du trottoir,.

### Formation
Aline Roques entame une licence ès sciences naturelles en 1957 à Paris, où elle suit les cours de botanique tropicale de Raymond Schnell (es) avant de partir en 1959 avec Jean Raynal pour Dakar, où elle obtient un certificat de géologie historique en 1960, suivi d'un diplôme d'études supérieures de botanique de la Faculté des sciences de l'université de Dakar en 1961. Vingt ans plus tard, en 1981, elle obtient un doctorat en « Sciences biologiques et fondamentales appliquées. Psychologie » de l'université Montpellier-II.

### Mariage
Aline Roques est mariée à Jean Raynal, sous-directeur du Laboratoire de phanérogamie du Muséum national d'histoire naturelle. Ce dernier meurt tragiquement dans un accident de voiture en mission au Niger en 1979.

### Décès
Aline Raynal-Roques meurt le 16 juillet 2022 à Périgueux.

## Carrière, spécialités

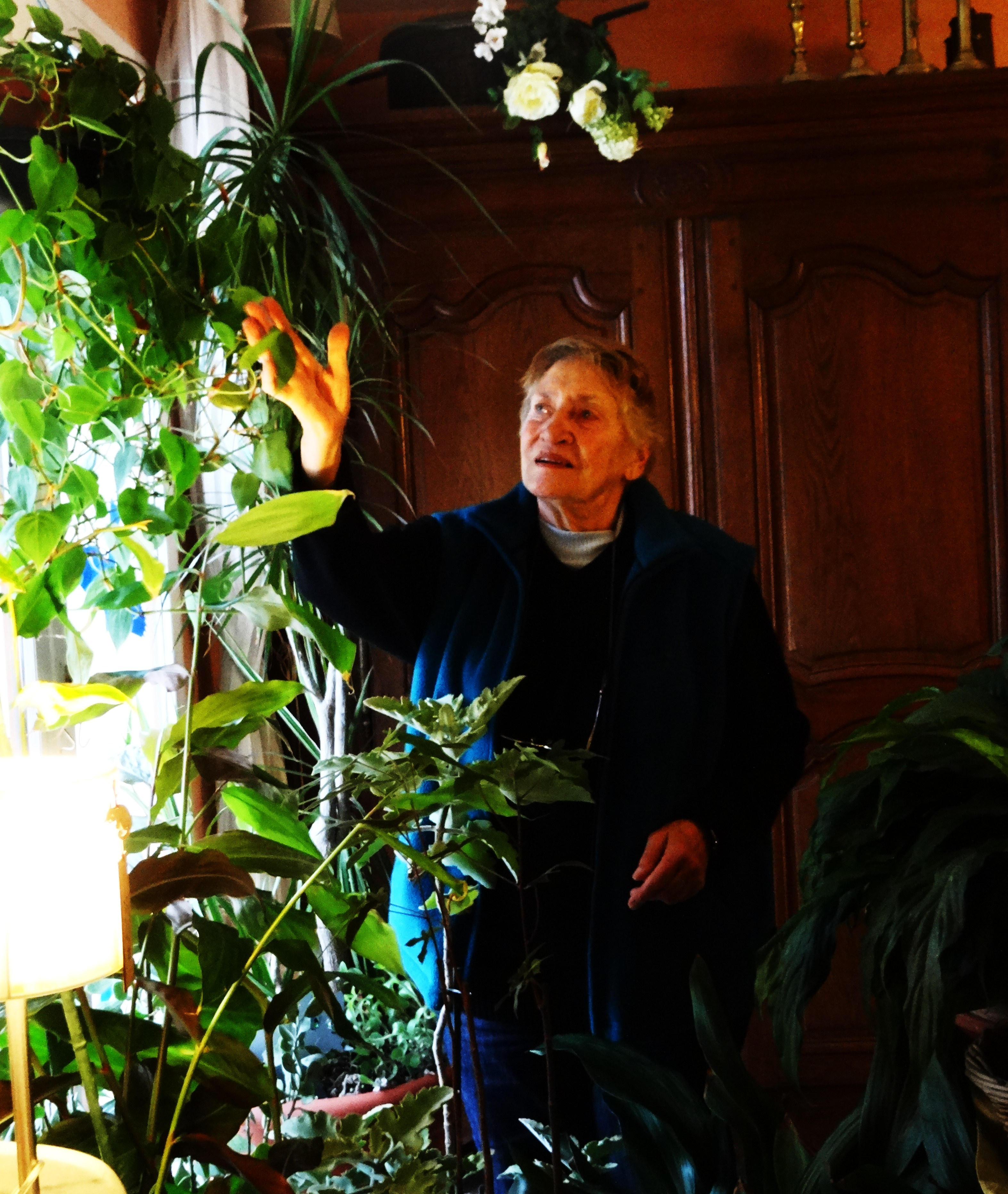
Aline Raynal en 2017.

Début 1961, Aline Raynal-Roques entre au Muséum national d'histoire naturelle comme assistante dans la chaire de Phanérogamie d’André Aubréville ; elle y termine sa carrière comme professeure en 1994. Dès son entrée au Muséum, elle est envoyée comme spécialiste de la flore tropicale « dans des coins difficiles d'accès, encore jamais explorés par des botanistes » où elle se sent bien « un élément vivant parmi les autres éléments vivants ». Passionnée par les plantes à fleurs, elle a notamment travaillé sur la flore d'Afrique et d'Amérique tropicale et en particulier sur des « plantes marginales, à biologie particulière, comme les plantes parasites des cultures vivrières du Sahel ou encore des plantes de marécages méconnues ».
Elle s'est aussi intéressée aux plantes pionnières et rudérales installées dans les friches ainsi qu'à l'illustration botanique et à la photographie naturaliste.

## Œuvres
Aline Raynal-Roques est, entre autres, l'auteure de contributions scientifiques, consacrées notamment à la flore d'Afrique et à la biologie florale des Orchidées, et d'ouvrages grand public, publiés aux éditions Belin dont elle a dirigé la collection « Botanique ».

### Contributions scientifiques
Liste non exhaustive
- Aline Raynal, « Flore et végétation des environs de Kayar (Sénégal) : de la côte au lac Tanma », Annales de la Faculté des sciences de l'Université de Dakar, vol. 9,‎ 1963, p. 121-231.
- Jean Koechlin, Gérard Aymonin et Aline Raynal, Scitaminales : Musacées, Strélitziacées, Zingibéracées, Marantacées, Paris, Muséum national d'histoire naturelle, coll. « Flore du Cameroun » (no 4), 1965, 162 p.
- Jean Koechlin, Gérard Aymonin et Aline Raynal, Thyméléacées, Onagracées, Halorrhagacées, Paris, Muséum national d'histoire naturelle, coll. « Flore du Cameroun » (no 5), 1966, 143 p.
- Aline Raynal-Roques, Menyanthacées, Bruxelles, Jardin botanique national de Belgique, coll. « Flore d'Afrique Centrale (Zaïre, Rwanda, Burundi). Spermatophytes », 1975, 15 p.
- B. Dembélé, Aline Raynal-Roques, G. Sallé et C. Tuquet, Plantes parasites des cultures et des essences forestières au Sahel, Bamako, Comité Permanent Inter-États de Lutte contre la Sécheresse dans le Sahel, coll. « Institut du Sahel, Recherche et Développement », 1994, 43 p.

### Direction scientifique
- (fr + en) Aline Raynal-Roques (sous la direction de), Albert Roguenant (sous la direction de) et Daniel Prat (avec le concours de), Actes du 18e Congrès mondial et Exposition d'orchidées, 11-20 mars 2005 = Proceedings of the 18(th) World Orchid Conference March 11 - 20, 2005 Dijon, France, Turriers, Naturalia Publications, 2005, 620 p. (ISBN 2-909717-47-X).
- Daniel Prat (sous la direction de), Aline Raynal-Roques (sous la direction de) et Albert Roguenant (sous la direction de), Peut-on classer le vivant ? : Linné et la systématique aujourd'hui : actes du colloque « Tricentenaire de Linné », Dijon, 31 janvier - 3 février 2007, Paris, Belin, 2008, 437 p. (ISBN 978-2-7011-4716-1).

### Ouvrages grand public
- Aline Raynal-Roques, La botanique redécouverte, Paris, Belin, 9 novembre 1994, 512 p. (ISBN 978-2-7011-1610-5).
- Aline Raynal-Roques et Jean-Claude Jolinon, Les peintres de fleurs : les vélins du Museum, Museum national d'histoire naturelle : Bibliothèque de l'Image, 1998, 131 p. (ISBN 978-2-909808-36-9, BNF 38989540).
- Albert Roguenant, Aline Raynal-Roques, Yves Sell, Harold Koopowitz, Daniel Prat et Claudie Roguenant, Un amour d'orchidée : le mariage de la fleur et de l'insecte, Paris, Belin, 2005, 479 p. (ISBN 2-7011-4012-9).
- Aline Raynal-Roques, Mille et une mini Orchidées, Paris, Belin, 2009, 416 p. (ISBN 978-2-7011-4940-0).
- Aline Raynal-Roques, Agenda botanique 2010, Paris, Belin, 2010, 114 p. (ISBN 978-2701153612).
- Aline Raynal-Roques et Albert Roguenant, Dessiner et photographier les fleurs : le guide pratique du parfait botaniste, Belin, 2015 (ISBN 978-2-7011-8940-6 et 2-7011-8940-3).
- Albert Roguenant, Aline Raynal-Roques et Marcel Lecoufle, Les Broméliacées : approche panoramique d'une grande famille américaine, Belin, 2016 (ISBN 9782701164731).
- Aline Raynal-Roques et Albert Roguenant, A la découverte de la nature sauvage : Soixante ans d'explorations, Paris, L'Harmattan, 2020, 266 p. (ISBN 9782343211008).

### Collections et archives
Les herbiers d'Aline Raynal (près de 3 000 spécimens) font partie des collections du muséum national d'histoire naturelle (herbier P).
En 2003, elle a déposé une partie de sa correspondance scientifique et de celle de son mari, Jean Raynal, aux archives des Conservatoire et Jardin botaniques de Genève.

## Hommages
Des botanistes lui ont dédié le nom de divers taxons :
Nom de genre dédié par son mari à Aline Raynal-Roques
- Alinula J.Raynal

Noms dédiés conjointement à Jean Raynal et Aline Raynal-Roques
- Begonia raynalii R.Wilczek
- Dryopteris raynalii Tardieu
- Eragrostis raynaliana J.P.Lebrun
- Eriosema raynaliorum Jacq.-Fél.
- Ledermanniella raynaliorum C.Cusset
- Neorosea raynaliorum N.Hallé
- Psychotria raynaliorum O.Lachenaud
- Selaginella raynaliana Tardieu

La Société botanique de France lui a attribué le Prix de Coincy en 1971.
Son nom a été donné à l'astéroïde aréocroiseur (8651) Alineraynal,.